# Малая Шеньга (приток Шеньги)
Малая Шеньга — река в России, протекает в Подосиновском районе Кировской области. Устье реки находится в 5 км по левому берегу реки Шеньга. Длина реки составляет 19 км.
Исток реки находится на Северных Увалах в болотах близ границы с Вологодской областью в 11 км к северо-западу от села Утманово. В верхнем течении течёт на юго-восток, в нижнем поворачивает на юго-запад. Верхнее течение проходит по ненаселённому холмистому лесу, в среднем течении протекает деревню Белая и несколько нежилых. Приток - Каменка (правый). Впадает в Шеньгу в 2 км к северо-западу от села Утманово.

## Данные водного реестра
По данным государственного водного реестра России и геоинформационной системы водохозяйственного районирования территории РФ, подготовленной Федеральным агентством водных ресурсов:
- Бассейновый округ — Двинско-Печорский
- Речной бассейн — Северная Двина
- Речной подбассейн — Малая Северная Двина
- Водохозяйственный участок — Юг
- Код водного объекта — 03020100212103000011276